# Старый Алдар
Старый Алдар (баш. Иҫке Алдар) — деревня в Янаульском районе Башкортостана, относится к Месягутовскому сельсовету.

## Географическое положение
Деревня находится на речке Ургиелга. Расстояние до:
- районного центра (Янаул): 43 км,
- центра сельсовета (Месягутово): 2 км,
- ближайшей ж/д станции (Янаул): 43 км.

## История
В 1795 году в деревне в 19 дворах проживало 78 человек (43 мужчины, 35 женщин).
В 1842 году — 33 двора и 198 человек. Каждый двор имел в среднем по 3 лошади, 3,5 коровы, 2 овцы и 1,9 козы, также имелось 95 ульев и 85 бортей.
По X ревизии — 36 дворов вотчинников (188 человек) и 4 двора припущенников (17 человек).
В 1870 году в деревне 2-го стана Бирского уезда Уфимской губернии учтено 38 дворов и 206 человек (103 мужчины, 103 женщины, все мещеряки), жители занимались пчеловодством.
В 1896 году в деревне Кызылъяровской волости VII стана Бирского уезда — 42 двора, 233 жителя (116 мужчин, 117 женщины), мечеть и хлебозапасный магазин.
В 1920 году по официальным данным в деревне был 31 двор и 166 жителей (77 мужчин, 89 женщин), по данным подворного подсчета — 178 башкир в 32 хозяйствах.
В 1926 году деревня относилась к Кызылъяровской волости Бирского кантона Башкирской АССР.
Во время Великой Отечественной войны действовал колхоз «Марс».
В 1982 году население — около 150 человек.
В 1989 году — 131 человек (60 мужчин, 71 женщина).
В 2002 году — 108 человек (53 мужчины, 55 женщин), башкиры (93 %).
В 2010 году — 82 человека (42 мужчины, 40 женщин).

## Население
| 2002 | 2009 | 2010 |
| ---- | ---- | ---- |
| 108  | ↘98  | ↘82  |